# Jean Victor Généus

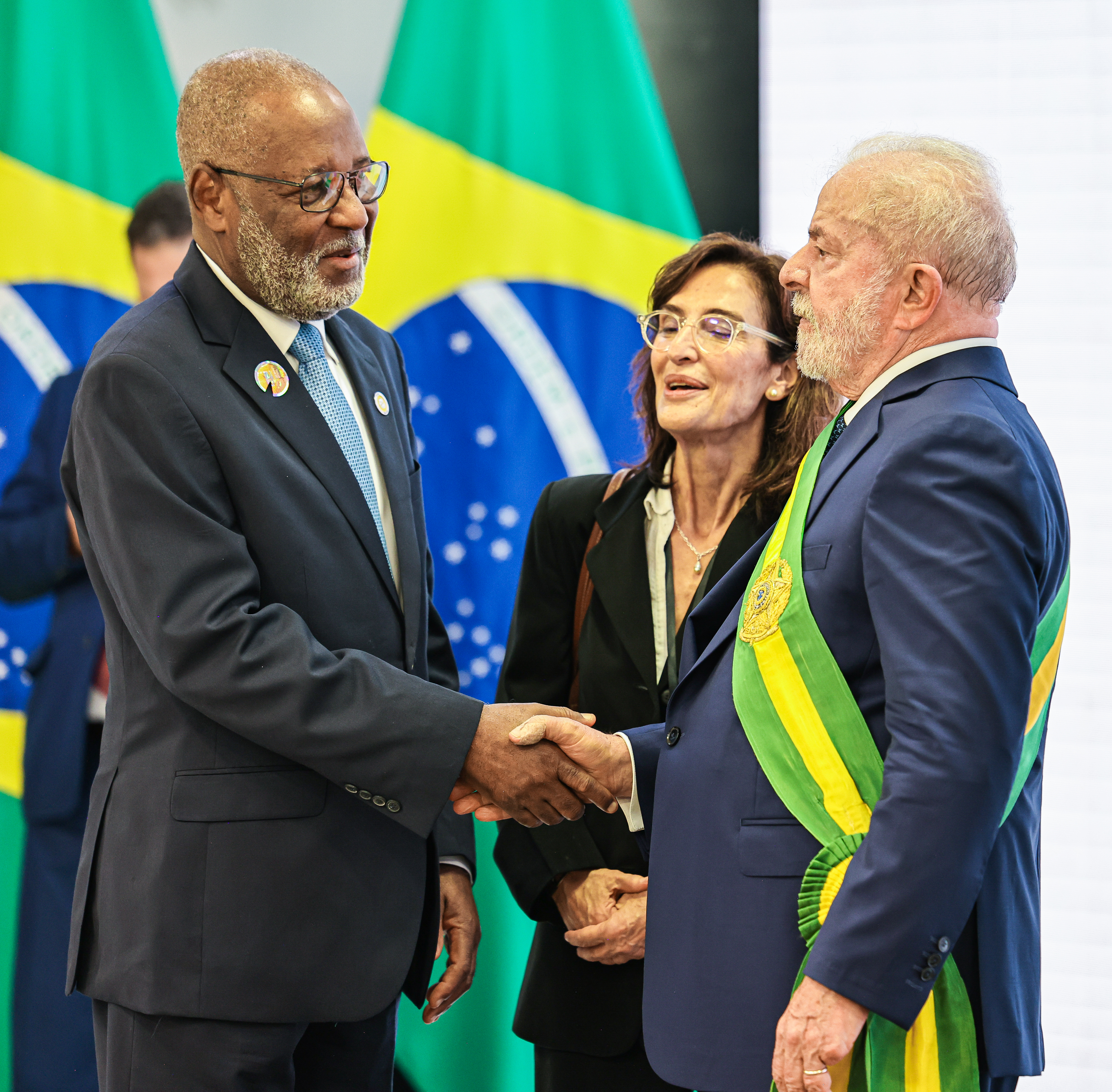
Jean Victor Généus (links) mit dem Präsidenten Brasiliens, Lula da Silva (Januar 2023)

Jean Victor Généus ist ein haïtianischer Diplomat und Politiker. Er war vom 25. November 2021 bis zum 12. Juni 2024 Außenminister seines Landes.

## Leben
Géneus erste Auslandsverwendung im diplomatischen Dienst Haitis war von 1991 bis 1998 die des Generalkonsuls in Boston (Vereinigte Staaten).
Anschließend wurde er in das persönliche Büro von Präsident Préval berufen und diente zweimal (ab 1999 und ab 2006) als Minister für die im Ausland lebenden Haitianer.
Généus war Botschafter Haitis in Argentinien und Kuba.
Im Jahr 2015 wurde Généus Botschafter auf den Bahamas. Am 21. Oktober wurde er von Generalgouverneurin Dame Marguerite Pindling in Nassau akkreditiert. Seine Amtszeit dauerte bis August 2017.
Es folgte ein Einsatz als Botschafter in Chile.
Am 25. November 2021 trat Généus unter der Präsidentschaft von Ariel Henry das Amt des Außenministers an und ersetzte damit Claude Joseph. Angesichts der Krise in Haiti seit 2018 war es Généus besonderes Anliegen, in der internationalen Staatengemeinschaft dafür zu werben, sein Land in dem Kampf gegen die Bandenkriminalität zu unterstützen.
Unter dem vom Übergangsrat eingesetzten Premierminister Garry Conille wurde Dominique Dupuy am 12. Juni 2024 seine Nachfolgerin.

## Veröffentlichungen
- Autant en emporte la révolution. Notes pour la contribution d’Haïti à la lutte des peuples pour leur libération. 2003, ISBN 978-99935-94-06-2 (französisch).
- La route jamaïcaine. Une Chronique des Relations Historiques entre Haiti et la Jamaique. 2006, ISBN 978-1-4951-1248-5 (französisch).[3]